# Ліз Бурбо
Ліз Бурбо (фр. Lise Bourbeau, рід. 14 лютого 1941) — філософ, психолог, вчитель, просвітник, автор 26 книг, багато з яких стали бестселерами. Засновниця одного з найбільших центрів особистісного розвитку "Слухай своє тіло" (1982 рік) в Квебеці.
З часу видання її першої книги «Слухай своє тіло, твого найкращого друга на Землі» (1987) було продано понад 5,5 мільйонів примірників її книжок. Книги також поширюються 9 мовами в 22 країнах світу. Навчання центру проводиться в 28 країнах, діяльність якого визнана на рівні уряду Канади та Асоціації психологів Квебеку як така, що повністю відповідає вимогам закону 21 Квебеку.